# تئاتر هیز
تئاتر هیز (انگلیسی: Hayes Theater) یک سالن تئاتر در نیویورک، آمریکا است.
این سالن که در سال ۱۹۱۲ تأسیس شده در منطقه تئاتر برادوی قرار دارد و دارای ۵۹۷ نفر ظرفیت است.

## نگارخانه

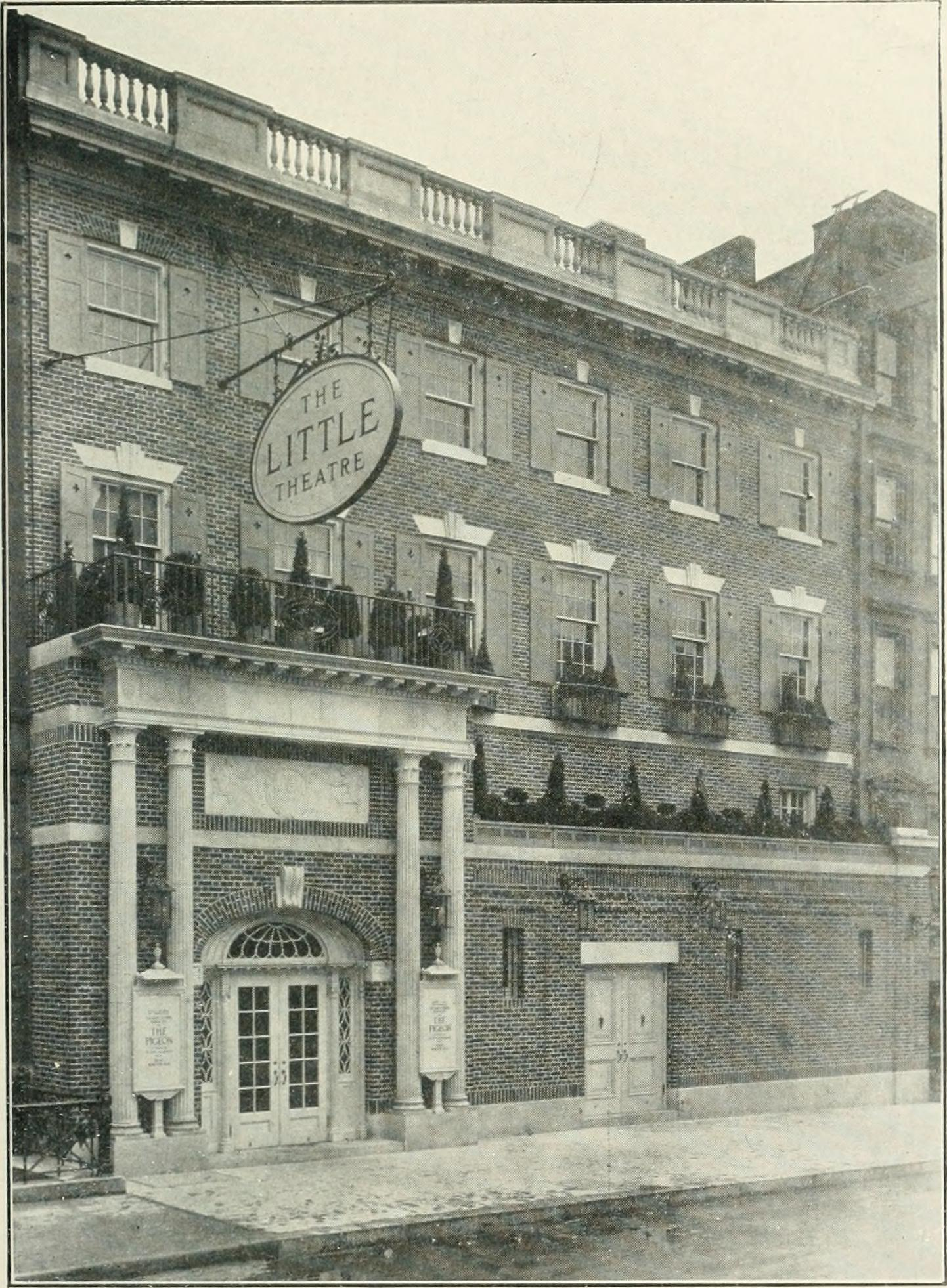
تئاتر لیتل، ۱۹۱۳
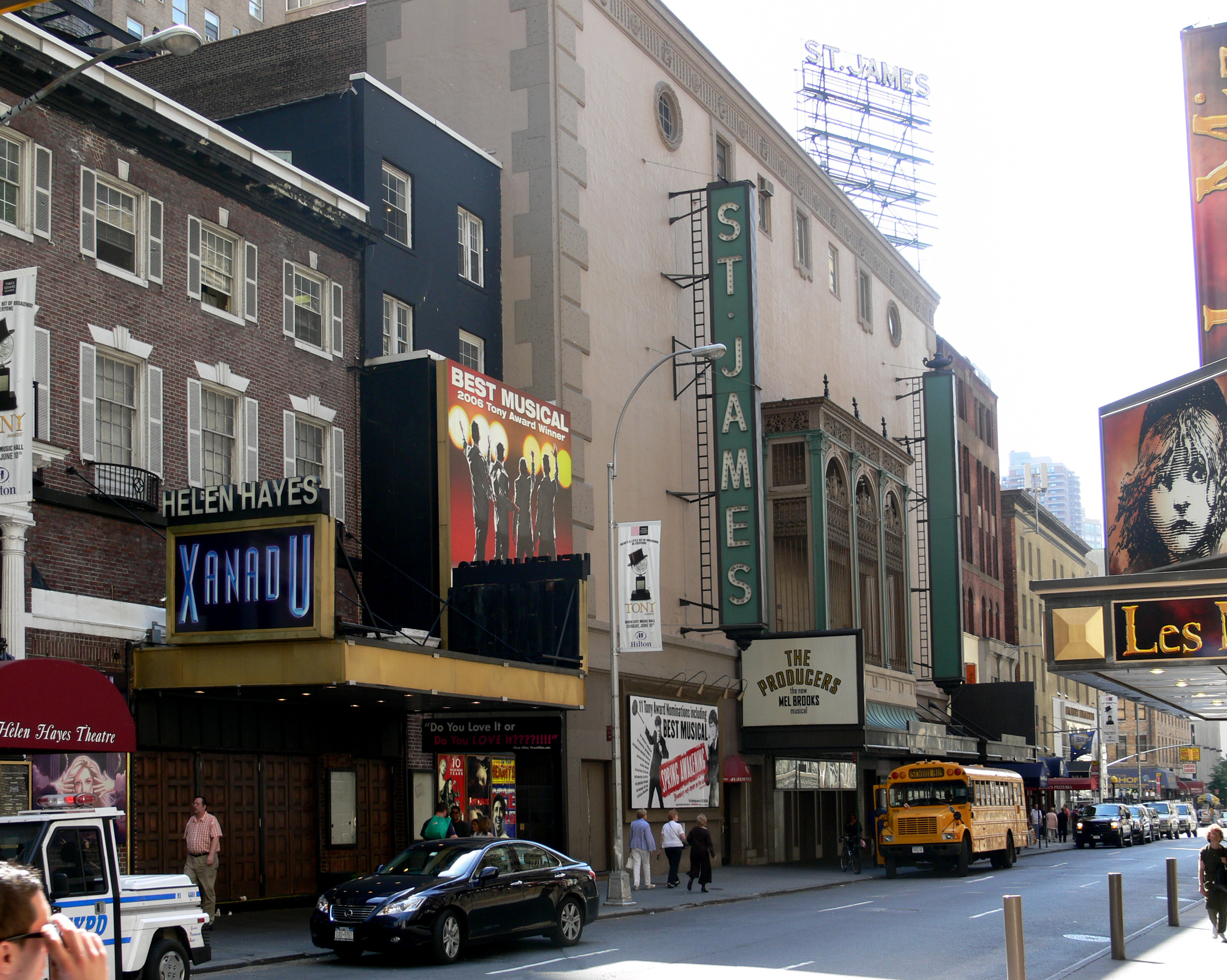
تئاتر در کنار تئاتر سنت جیمز